# Großer Jüdenhof

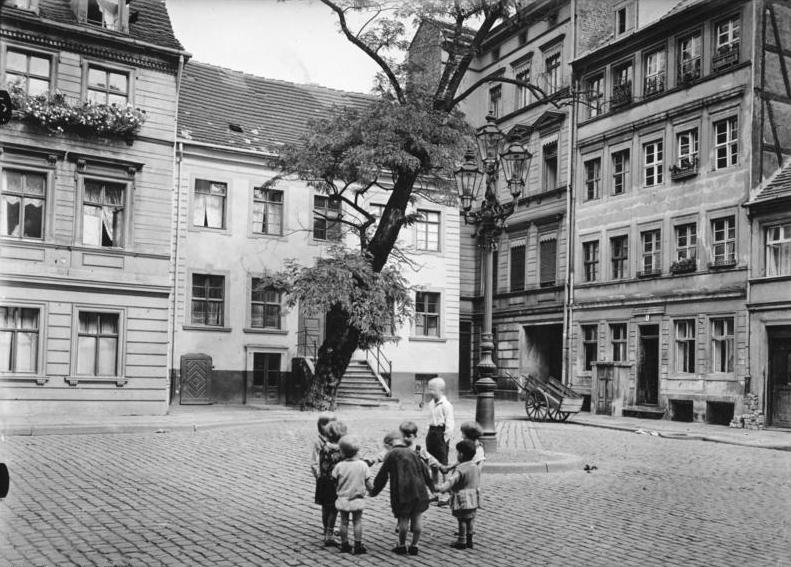
Großer Jüdenhof 1930

Der Große Jüdenhof in Alt-Berlin war eine mittelalterliche Wohnanlage, die aus mehreren locker gruppierten Fachwerkbauten bestand. Sie wurde im 13. Jahrhundert von in der Nähe des Molkenmarktes ansässigen jüdischen Familien errichtet. Nach der ersten Judenvertreibung im 16. Jahrhundert wurden einige der einfachen Häuser aus dem Mittelalter durch Neubauten ersetzt, die sich als geschlossene Bebauung von zwölf Häusern um einen Hof gruppierten und von christlichen Handwerkern genutzt wurden. Der Name Jüdenhof blieb jedoch erhalten. Das Bauensemble überstand den Zweiten Weltkrieg und die DDR-Zeit nicht. Nach Trümmerbeseitigung und Abriss wurde in den 1960er Jahren die planierte Fläche zu einem Parkplatz. Seit 2010 legen Archäologen hier die Reste der Mittelalterstadt frei. Die Grabungen werden noch über das Jahr 2012 hinausgehen und mit Sicherheit weitere Erkenntnisse über den Großen Jüdenhof erbringen.

## Geschichte

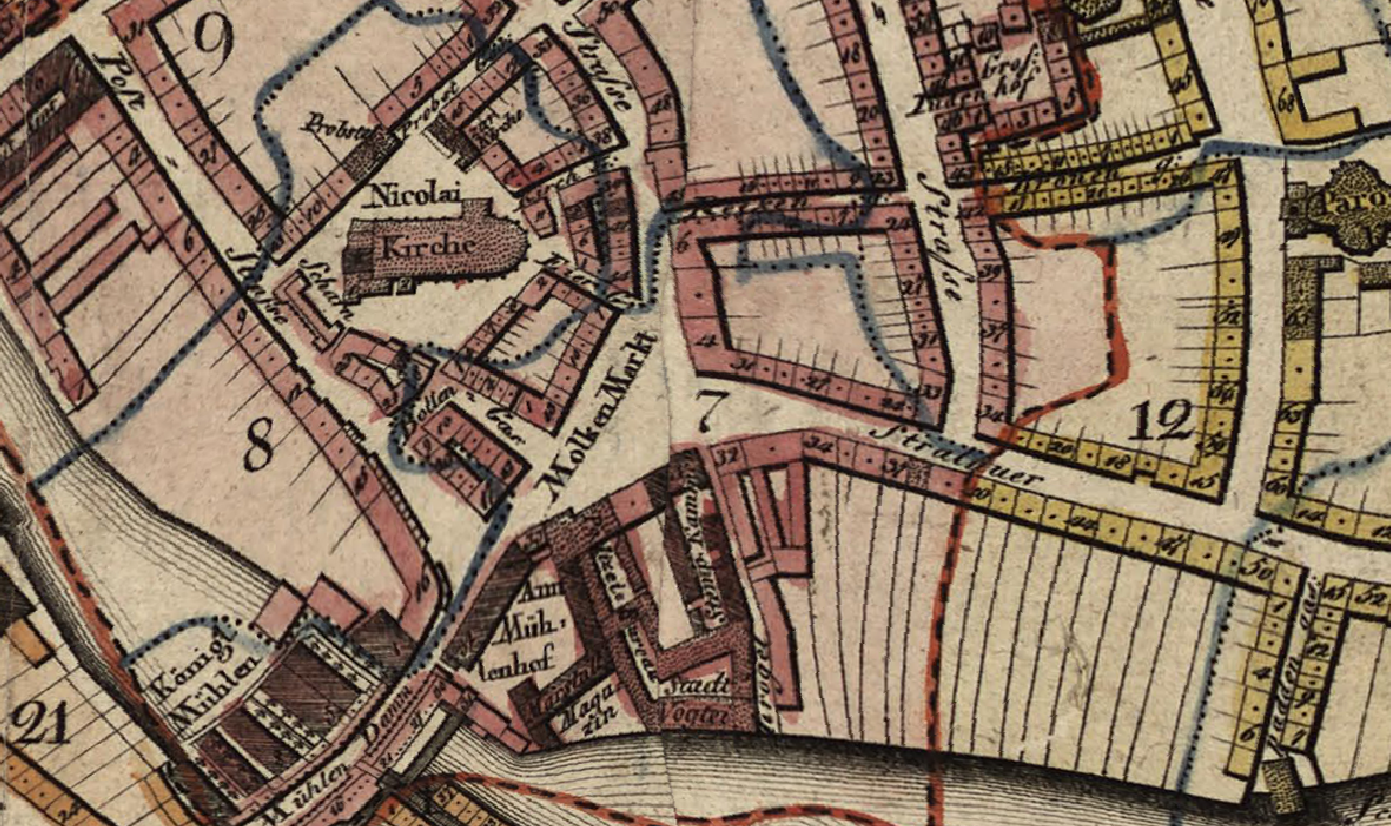
Karte mit „Groß. Jüdenhof“, Molkenmarkt, Nikolaiviertel und Parochialkirche, 1811

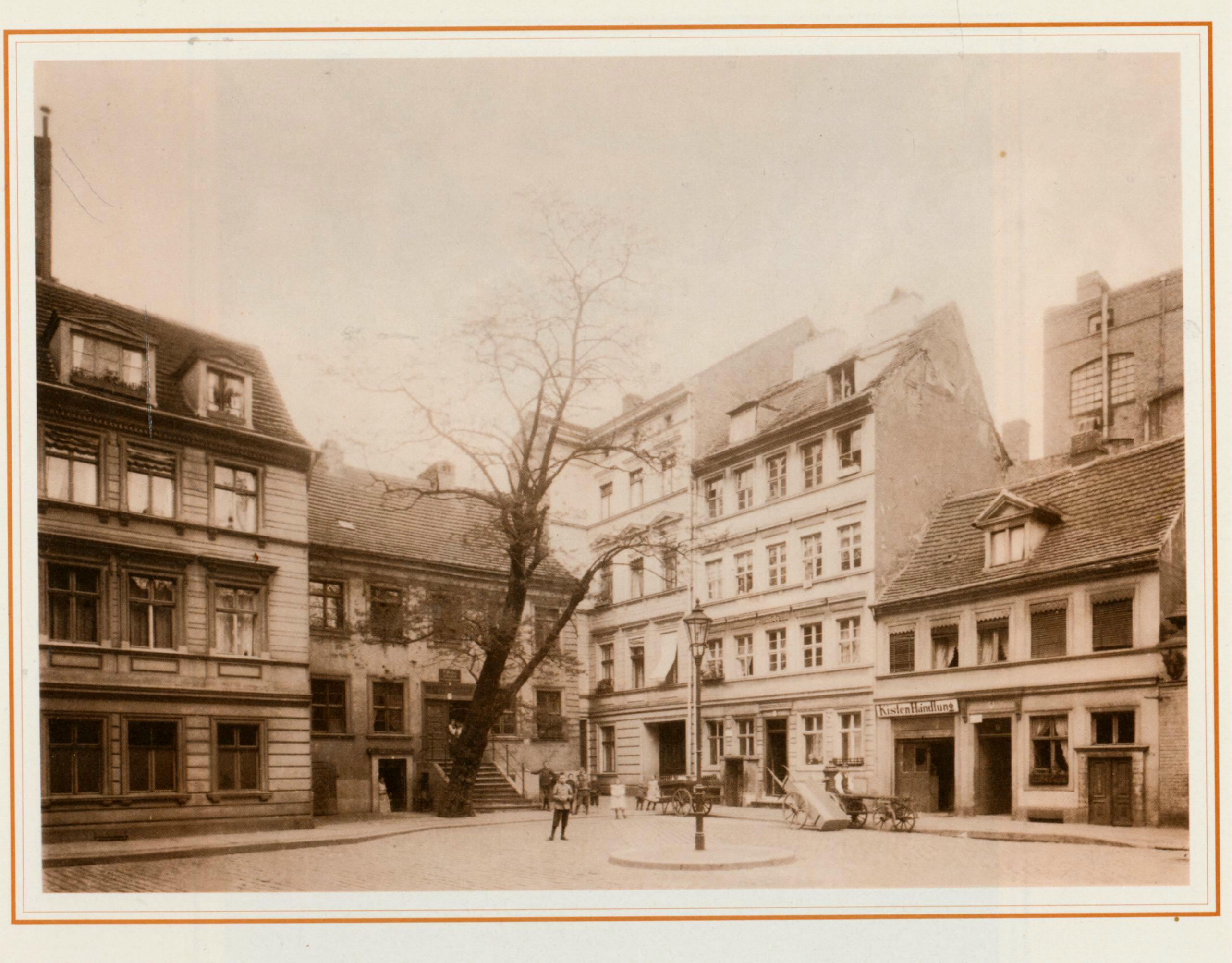
Großer Jüdenhof, 1899

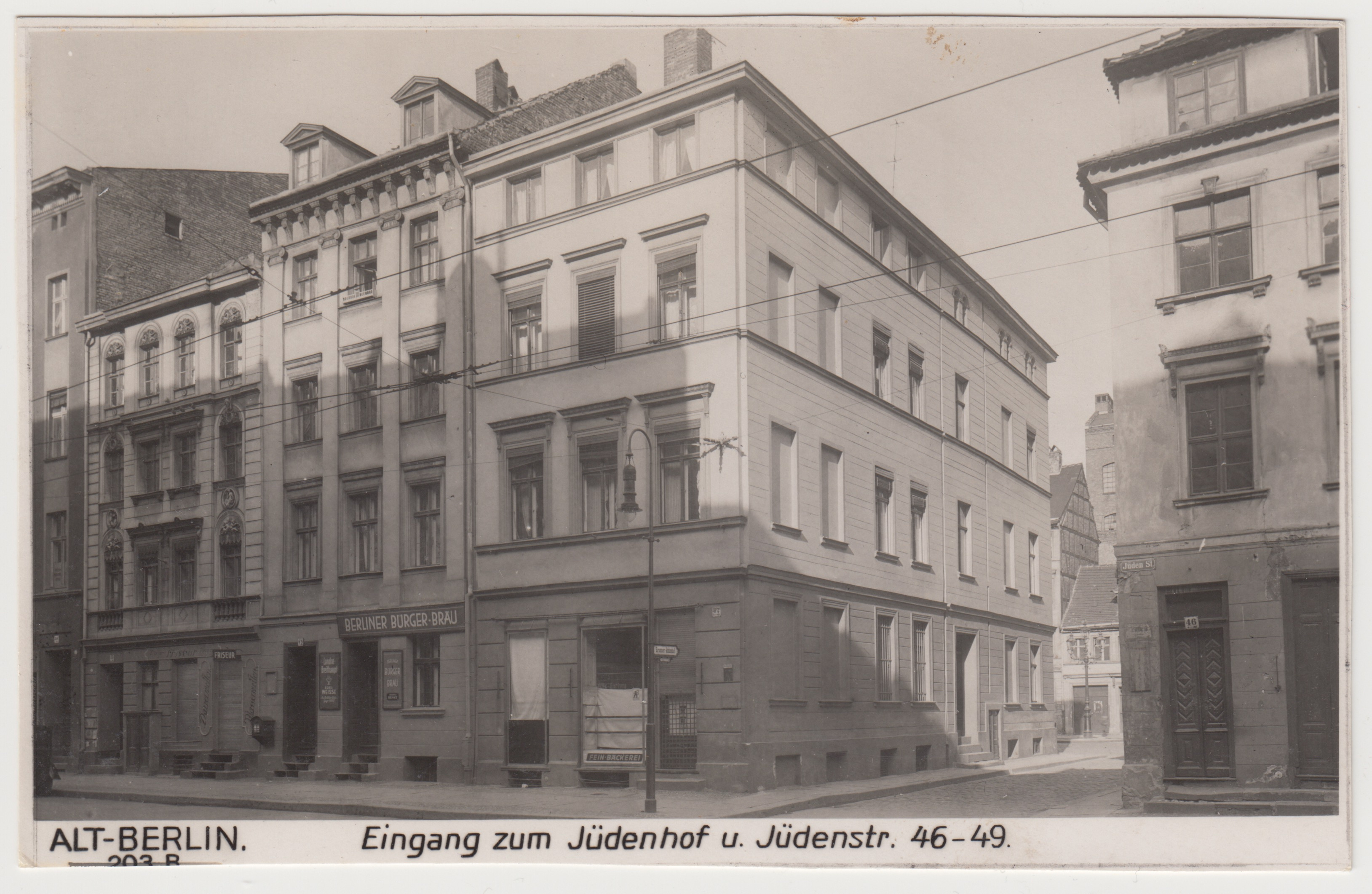
Jüdenstraße mit dem Eingang zum Großen Jüdenhof, ca. 1930

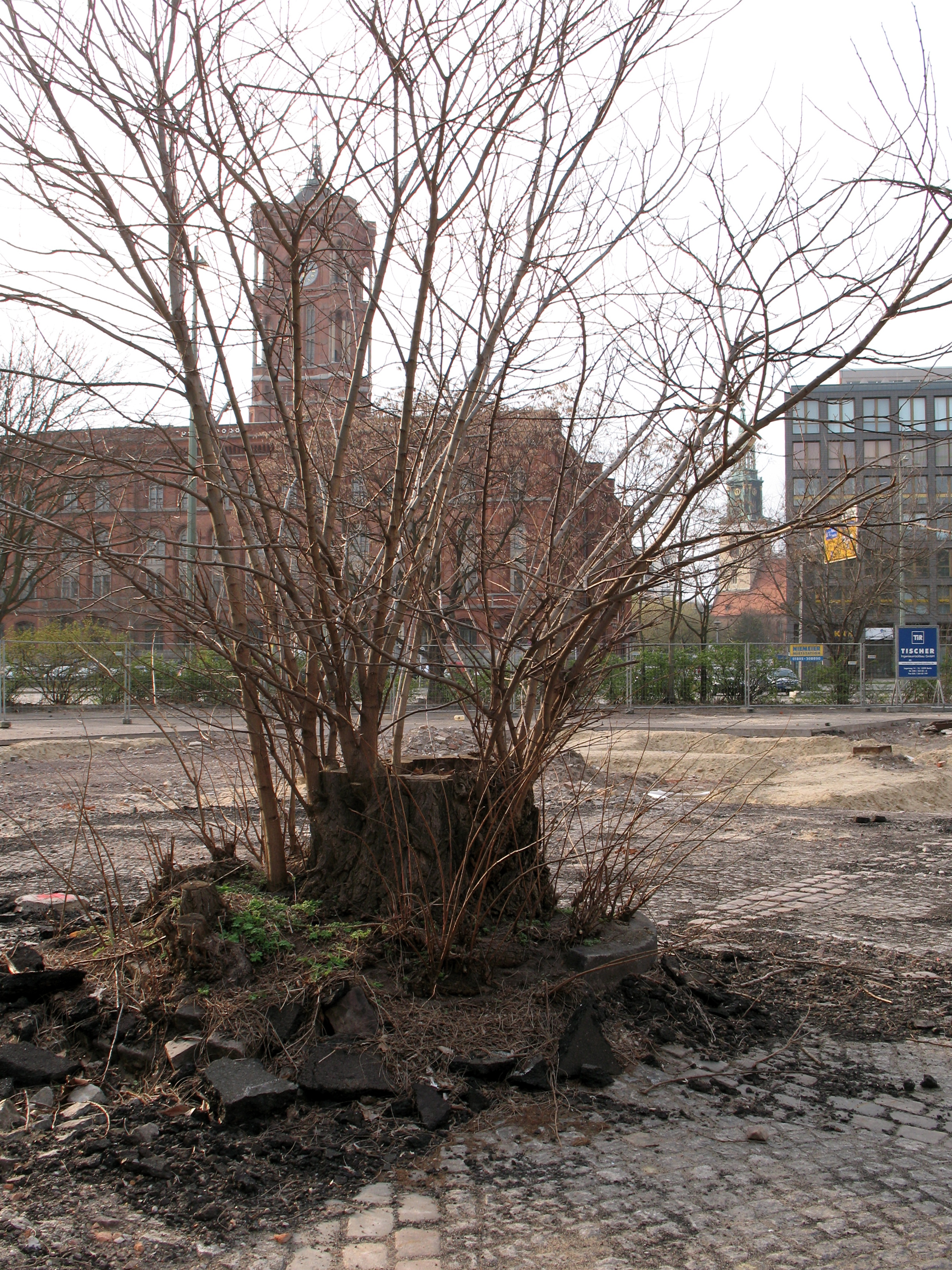
Rest der 1938 gepflanzten Akazie sowie Steinpflaster-Muster und Rest der alten Bordsteinkante der ersten Gaslaterne, April 2011

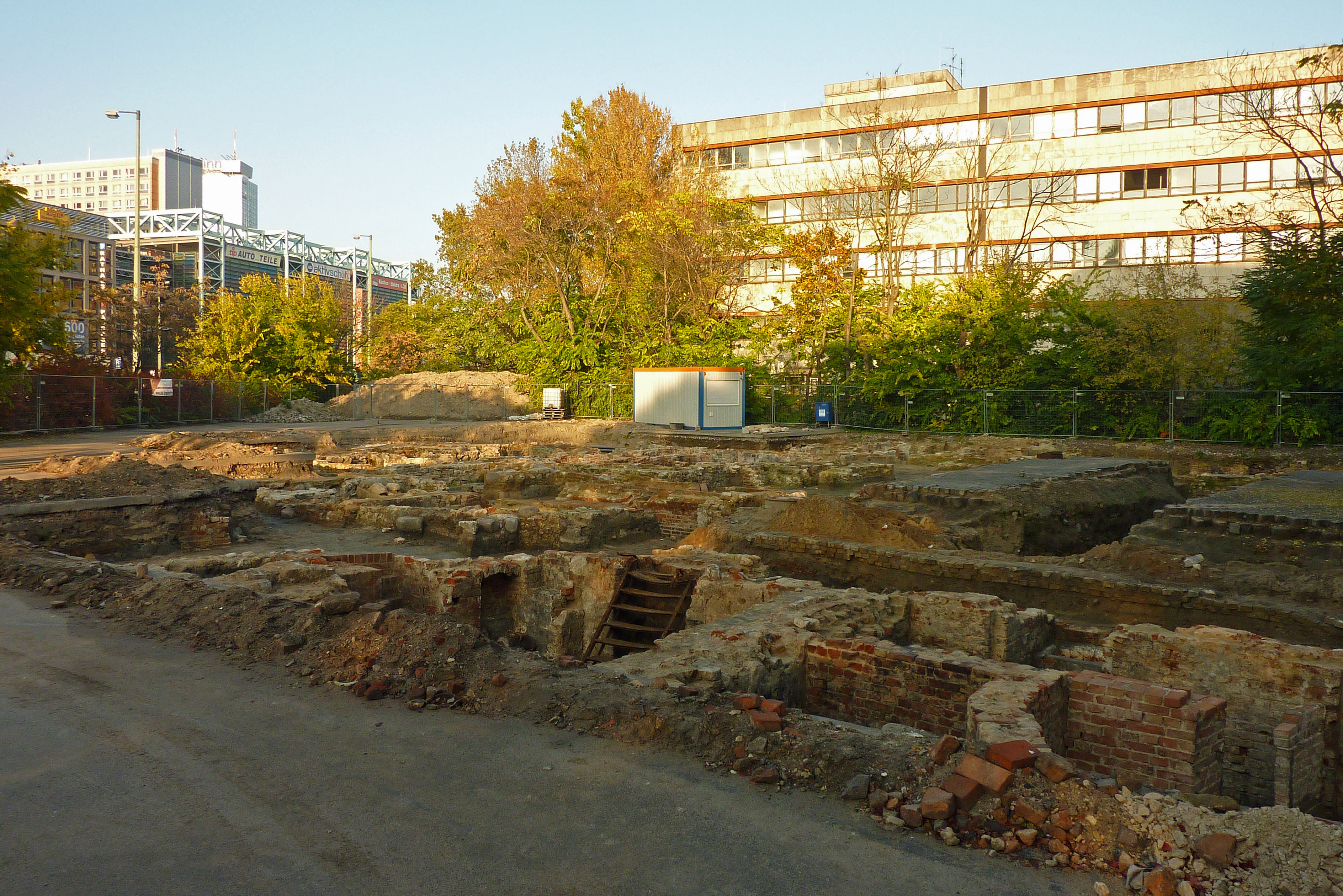
Erste freigelegte Fundamente auf der Fläche des Großen Jüdenhofs, Oktober 2011

Der Molkenmarkt, Berlins ältester Marktplatz, war gleichzeitig Mittelpunkt der mittelalterlichen Stadt Alt-Berlin, in dessen unmittelbarer Nähe sich um die Nikolaikirche herum die ersten Wohngebäude entwickelten, später auch nordöstlich des Molkenmarktes. Zu den Bewohnern gehörten unter anderem eingewanderte Juden, die sich neben Wohnbauten auch Gebäude für das jüdische Gemeindeleben errichteten. Es wird vermutet, dass neben den Wohnhäusern auch eine Synagoge und ein Mikwe, ein Ritualbad, vorhanden waren. Einige Quellen gehen davon aus, dass die ersten Häuser des Großen Jüdenhofs bereits um einen kleinen abgeschlossenen Hof herum entstanden, der nach den Bewohnern und seiner Größe benannt wurde. Er lag zwischen Jüden-, Parochial- und Klosterstraße und soll einen einzigen Hofzugang zwischen den Hausnummern Jüdenstraße 46 und 47 besessen haben. Eine andere Quelle hat ermittelt, dass die Erstbebauung keinen geschlossenen Hof bildete. Zwischen den Häusern Jüdenhof 1 und 2 sowie 9 und 10 gab es demzufolge freie Zugänge, die Nummern 11 und 12 kamen erst etwas später hinzu. Auf dem Memhardtplan von 1652 und einer Karte von 1688 ist der Jüdenhof nicht zu erkennen, wofür es bisher keine Antwort gibt.
Der Berliner Hostienschänderprozess hatte 1510 die Vertreibung der Juden aus der Mark Brandenburg und damit auch aus Berlin zur Folge. In der Zeit bis zur Rücknahme des Ausweisungsbefehl im Jahr 1539 hatten sich christliche Handwerker im Großen Jüdenhof angesiedelt. Sie erneuerten einige Gebäude und es entstanden zwei- bis viergeschossige Fachwerk- und massive Steinhäuser, die im Erdgeschoss Werkstätten oder Läden enthielten. Zu den dahinter liegenden Höfen gab es Durchfahrten. Die Handwerker pflanzten zu Beginn des 18. Jahrhunderts vor dem Haus Großer Jüdenhof 9 eine Akazie.
Zum Bau der Feuersozietät wurden 1937/38 die Häuser Jüdenhof 1–5 abgerissen, die Häuser Nummer 6–12 renoviert und das Haus Großer Jüdenhof 5 historisierend wieder aufgebaut. Dabei verschwand eine erste Gaslaterne im Zentrum des Hofes und die Akazie ersetzte 1938 eine junge Scheinakazie. Die Platzanlage war ein besonders beliebtes Fotomotiv Alt-Berlins. Seine teilweise Erhaltung ging auf den persönlichen Wunsch des Stadtpräsidenten Julius Lippert zurück, nicht den letzten mittelalterlichen Berliner Wohnhof zu beseitigen. Das Ensemble erlitt durch Bomben am Ende des Zweiten Weltkriegs schwerste Schäden. Das beschädigte Haus Nr. 6 ist nach 1950 abgerissen worden, das unbeschädigte und denkmalgeschützte Haus Nr. 5 im Jahr 1968. Die eingeebnete Fläche diente bis zum Beginn des 21. Jahrhunderts als Parkplatz. Der Rest der Scheinakazie von 1938 ist derzeit das einzige erhaltene Relikt des Großen Jüdenhofs, allerdings stark verkrüppelt.
Im Zusammenhang mit den geplanten Umgestaltungen des Berliner Zentrums erfolgen seit 2010 im Auftrag der Stadt Berlin Grabungen auf der Fläche, die noch über das Jahr 2012 hinausgehen werden und insgesamt mehr als 150.000 Euro kosten. Die Archäologen hoffen, nach der Freilegung erster Grundmauern weitere detaillierte Zeugnisse des früheren Jüdenhofes zu finden. Die ersten Ausgrabungen an der Ostseite des Jüdenhofs brachten beispielsweise 20 Schmelztiegel aus dem 17./18. Jahrhundert ans Tageslicht, woraus geschlussfolgert wird, dass hier offensichtlich Töpfer, Eisengießer und Schmiede lebten und arbeiteten. Auf der Nordseite des Hofes vermuten die Historiker die Reste einer Synagoge und eines Ritualbades. Die Wissenschaftler fordern vom Berliner Senat, dass beim Neuzuschnitt der Straßenführungen und den geplanten Bebauungen des Klosterviertels die mittelalterlichen Spuren für die Nachwelt sichtbar bleiben.
Es ist geplant, dass ein Wiederaufbau des Großen Jüdenhofs im Rahmen des Projekts Molkenmarkt stattfindet.